# Bet365
Bet365 Group Ltd (denominada como "bet365") é uma empresa de apostas com sede no Reino Unido. A bet365 é um dos principais grupos de apostas online do mundo, com mais de dezenove milhões de clientes em quase duzentos países. O grupo emprega mais de três mil pessoas e é o maior empregador privado na cidade de Stoke-on-Trent.

## Visão geral
A bet365 é uma empresa de apostas online que oferece apostas esportivas, pôquer, cassino, jogos e bingo, assim como fluxos de vídeo relacionados com eventos esportivos. Além disso, a bet365 oferece também um serviço de cursos online para aprendizagem.
Para apostas esportivas, a bet365 é licenciada pelo governo de Gibraltar (número de licença: RGL 075) e regulamentada pelo Comissário Gibraltar Gambling. Operações de cassino, jogos e pôquer da bet365 são, igualmente, licenciadas e regulamentadas pelo governo de Gibraltar. Além da sede da empresa em Stoke-on-Trent, a bet365 tem outros escritórios em Gibraltar e na Austrália. O negócio australiano é regulamentado e licenciado pelo governo do Território do Norte, com cem empregados em Darwin. O cineasta norte-americano Samuel L. Jackson é a cara da empresa em suas campanhas publicitárias na TV australiana, e as propagandas dinamarquesas são estreladas pelo ator Travis Fimmel.
O site da bet365 Brasil suporta uma variedade de métodos de pagamentos, incluindo transferência bancária, PIX, cartões e Neteller, em 25 moedas diferentes.
A bet365 é o nome comercial de Hillside (New Media) Ltd. e operações, incluindo os pagamentos através do programa de afiliados são realizados sob esse nome.
O presidente da bet365, Peter Coates, também exerce o mesmo cargo no Stoke City F.C. e, em maio de 2012, a empresa assinou um contrato de três anos com o clube para se tornar patrocinadora da camisa da equipe. Em abril de 2016, a empresa se tornou a nova patrocinadora do estádio do clube para as próximas seis temporadas, substituindo a companheira empresa local, a Britannia Building Society. No verão de 2016, a bet365 também assinou contratos de patrocínios com os clubes búlgaros, Ludogorets Razgrad e Slavia Sofia, para a próxima temporada.

## Histórico
A bet365 foi fundada em 2000 por Denise Coates, em um edifício portátil na cidade de Stoke-on-Trent. A Denise desenvolveu uma plataforma de apostas esportivas e uma equipe de atividade comercial para começar negócio online em março de 2001. A empresa solicitou um empréstimo de quinze milhões de libras esterlinas à RBS, contribuindo como garantia da loja de apostas da família, a qual foi fundada por Peter Coates em 1974 e dirigida por Denise como diretora administrativa desde 1995. Bet365 vendeu sua cadeia de loja de apostas em 2005 por quarenta milhões de libras a Coral e pagou o empréstimo concedido por RBS. A bet365 se tornou uma das maiores empresas de apostas online do mundo, com os dados divulgados até março de 2012, mostrando quantia apostadas em esportes a £ 12,2 bilhões, a receita de £ 116,5 milhões e o lucro operacional de £ 116,5 milhões, enquanto paga £ 130 milhões em impostos ao governo do Reino Unido.
Ao comentar sobre os dados publicados, Trsitram Hunt, prefeito de Stoke-on-Trent disse: "Esta é uma grande história de sucesso empresarial britânica e devemos estar muito orgulhosos de tê-la no coração de Stoke-on-Trent. Esta é uma empresa que oferece alta qualidade, empregos renumerados para a cidade e, ao contrário de algumas outras empresas de apostas, paga seus impostos no Reino Unido".
Denise Coates, executiva-chefe conjunta, continua a operar bet365 e é a acionista majoritária com 50,1 por cento das ações. Seu irmão, John, diretor-executivo da Joint, dirige o negócio ao lado dela, com seu pai, Peter, ocupando o cargo de presidente.

## bet365 Brasil
A bet365 é, atualmente, uma das operadoras de apostas mais antigas do Brasil. A casa oferece a opção de apostas nos principais campeonatos do país como Campeonato Brasileiro, Copa do Brasil e Campeonato Paulista.
A bet365 oferece um suporte no Brasil totalmente localizado em língua portuguesa. Além disso, na seção de ajuda, o usuário da plataforma que está no Brasil consegue encontrar as perguntas e respostas para praticamente todas as suas dúvidas.
Colocado isso, podemos afirmar que a Bet365 é uma das casas de apostas esportivas mais conhecidas e importantes do mundo e que atua fortemente no mercado brasileiro.

## Apostas ao vivo
O produto In Play, da bet365, permite aos clientes apostar em eventos enquanto estes estão sendo realizados, com uma grande variedade de mercados de apostas disponíveis. A bet365 está melhorando continuamente seu produto Play, com a mais recente atualização sendo a implementação de sua nuvem privada, a vFabric. Ao utilizar esta tecnologia, a bet365 é capaz de lidar com milhares de alterações por segundo, e a latência de dados diminui para menos de dois segundos. Esta incrementação permitiu a bet365 entregar um fluxo contínuo de informações em tempo real, enquanto simultaneamente recebe e processa grandes quantidades de dados recebidos dos clientes.
A bet365 atualmente fornece um serviço abrangente de transmissão ao vivo aos clientes, transmitindo mais de vinte mil eventos esportivos todos os anos, ao vivo. A bet365 conseguiu assegurar os direitos de transmitir a primeira partida de futebol da Inglaterra, que foi exibido exclusivamente na internet, em outubro de 2009. Foi uma partida entre Inglaterra e Ucrânia nas eliminatórias da Copa do Mundo de 2010, e estava disponível aos clientes da bet365 com a conta financiada.

## Prêmios e conquistas
Durante o eGaming Review Operator Awards de 2010, organizado pela revista eGaming Review, a bet365 venceu o prêmio de "Operador do Ano". Ficou em terceiro na tabela classificativa Profit Track 100 da Sunday Times, que classifica as empresas privadas do Reino Unido com base na taxa de crescimento dos lucros. Para completar, a bet365 foi classificada como uma das empresas de tecnologia privada, de mídia e de telecomunicações de mais rápido crescimento na tabela classificativa Tech Track 100 da Sunday Times.
A revista eGaming Review classificou a bet365 como a empresa  de jogos para internet número um em 2010, 2011 e 2012, como parte de sua lista anual chamada Power 50, a qual lista as cinquenta empresas mais influentes do setor de jogos online. Denise Coates, fundadora e CEO conjunta da bet365, recebeu um CBE na nova lista de honras do ano 2012 emitida pela Rainha da Inglaterra, em reconhecimento dos seus serviços à comunidade e às empresas. Em fevereiro de 2013, Denise Coates foi nomeada como uma das 100 mulheres mais poderosas do Reino Unido pela Woman's Hour, da BBC Radio 4.

## Controvérsias
O Coates, diretor da bet365 e defensor ao longo da vida do Partido Trabalhista britânico, doou centenas de milhares de libras ao partido. Uma doação particularmente grande coincidiu com o relaxamento da legislação sobre jogos de apostas e o levantamento da proibição de publicidade televisiva pelo governo trabalhista.
Em outubro de 2014, o jornal The Guardian relatou que a empresa estava fazendo apostas de cidadãos chineses usando nomes de domínio obscuros, a fim de evitar a censura da web no país asiático.
Em agosto de 2012, a bet365 se recusou a pagar 73 mil libras esterlinas a um apostador da Austrália. Em junho de 2016, não aceitou pagar 54 mil Libras esterlinas a um apostador da Inglaterra.
Relatos de apostadores apontam que o site tem a prática de limitar contas que são consistentemente lucrativas, sob uma política de uso que não está clara nas diretrizes do site.